# Ritter, Dene, Voss
Ritter, Dene, Voss è un'opera teatrale del drammaturgo austriaco Thomas Bernhard, scritta nel 1984 e messa in scena nel corso del Festival di Salisburgo del 1986, quindi riproposto all'Akademietheater e più tardi al Berliner Ensemble (2004).
La vicenda è, in parte, ispirata alla figura del matematico e filosofo Ludwig Wittgenstein. Il nome dell'opera deriva dal cognome dei tre attori scelti dal regista Claus Peymann per la prima: Ilse Ritter, Kirsten Dene e Gert Voss.

## Edizioni
- (DE)  Ritter, Dene, Voss, in Stücke, vol. 4, Suhrkamp Verlag, Frankfurt am Main 1988 ISBN 3518380540
- (DE)  Ritter, Dene, Voss, in Werke in 22 Bänden, Band 19: Dramen V, Suhrkamp, Berlin 2011 ISBN 9783518415191

### Edizioni italiane
- Ritter, Dene, Voss, trad. di Eugenio Bernardi, in Teatro, vol. 3, Ubulibri, Milano, 1991, pp. 93-172, ISBN 88-7748-103-X; in Teatro III, Collezione Ubulibri, Torino, Einaudi, 2016, ISBN 978-88-062-2123-2.
- Ritter, Dene, Voss, Collana Storie n.5, Macerata, Quodlibet, 2022, ISBN 978-88-229-0733-2.